# Urbano Cairo
Urbano Roberto Agostino Cairo (Milano, 21 maggio 1957) è un imprenditore, editore, dirigente sportivo e dirigente d'azienda italiano, presidente del Torino Football Club, Cairo Communication e di RCS MediaGroup (di cui è anche amministratore delegato).

## Biografia
Originario di Masio, in provincia di Alessandria, è il primo di quattro figli nati dall'unione tra Giuseppe Cairo (1932-2022) e Maria Giulia Castelli (1933-2012). Da giovane gioca a calcio nella Pro Sesto, squadra di cui rimarrà tifoso. Dopo il diploma si iscrive all'Università Bocconi, dove si laurea nel 1981 ed è nominato alumnus dell'anno del 2019.
Sempre nel 1981 entra in Fininvest dove rimane fino al 1995, anno in cui inizia la sua avventura imprenditoriale con la Cairo Communication che quota in Borsa nel 2000. Dal 2005 è proprietario e presidente del Torino Football Club. Nel 2017 è insignito del titolo di Cavaliere del Lavoro per i risultati raggiunti nell’attività di impresa, nella creazione di sviluppo e di posti di lavoro.

### Fininvest
Nel 1981 Cairo a 24 anni, mentre è in procinto di laurearsi e sta svolgendo il servizio militare, ascolta alla radio un'intervista a Silvio Berlusconi nella quale l'imprenditore milanese dice che se qualche giovane ha una buona idea di rivolgersi a lui: insistendo con la sua segretaria, Cairo ottiene un colloquio con Berlusconi passando per Marcello Dell'Utri. Il fondatore della Fininvest lo prende in prova come assistente personale. Dal 1982 lavora stabilmente per le sue aziende; in quell'anno è il responsabile dell'acquisizione dell'emittente televisiva Italia 1 da Edilio Rusconi.
Cairo sta al fianco di Berlusconi fino all'età di 28 anni.
Prosegue la carriera nelle aziende di Berlusconi, assumendo diversi ruoli dirigenziali: direttore commerciale e vice direttore generale di Publitalia '80, amministratore delegato di Mondadori pubblicità (la concessionaria di pubblicità della casa editrice). Negli anni 1991-1995, secondo le sue dichiarazioni, porta la concessionaria da 390 miliardi di lire a quasi 500, conquistando otto punti di quota di mercato in più. Nel 1995 la Fininvest scioglie il contratto con Cairo che, da allora, prosegue la carriera mettendosi in proprio.
Viene però coinvolto nell'inchiesta Mani pulite: al processo, a differenza degli altri dirigenti Fininvest, Cairo chiede il patteggiamento e concorda una pena di 19 mesi con la condizionale per i reati di appropriazione indebita, fatture per operazioni inesistenti e falso in bilancio. La sentenza, divenuta definitiva nel 1999, viene poi ridotta a 5 mesi finché, nel 2004, interviene la riabilitazione.

### Cairo Communication
Dopo aver lasciato il gruppo Fininvest, nel 1995 fonda la propria concessionaria, «Cairo Pubblicità s.r.l.» (oggi parte del gruppo Cairo Communication).
Nel gennaio del 1996 grazie alle conoscenze maturate nel settore, ottiene la concessione in esclusiva della raccolta pubblicitaria di tre periodici RCS (all'epoca controllato per il 46,28% dalla società finanziaria del gruppo Fiat, Gemina): Io Donna, Oggi e TV Sette. Oltre alle riviste del gruppo, Cairo Pubblicità ha in concessione anche il mensile Prima Comunicazione.
La svolta che porta al salto dimensionale del gruppo avviene nel febbraio 1999, con la prima operazione finanziaria importante: l'acquisizione della «Editoriale Giorgio Mondadori S.p.A.», azienda fondata da Giorgio Mondadori nel 1980 e attiva nel settore dei libri e dei periodici. L'acquisizione segna l'ingresso del gruppo Cairo nel settore dell'editoria.
Nel 2000 Cairo Communication S.p.A. viene quotata alla Borsa italiana nel Nuovo Mercato raccogliendo le risorse che consentono di cogliere ulteriori opportunità di crescita attraverso lo sviluppo delle attività esistenti e acquisizioni o partecipazioni in società operanti nel settore della comunicazione. Nel 2003 crea la propria casa editrice, «Cairo Editore S.p.A.». Ingaggia Sandro Mayer e l'anno seguente assume Silvana Giacobini, affidando loro la direzione di due nuovi periodici popolari: Dipiù (2004) e Diva e Donna (2005). Fissa inizialmente il prezzo di vendita a 50 centesimi allargando la base di lettori. Riesce a portare in attivo la casa editrice. Oggi pubblica anche DipiuTv e i mensili For Men e Natural Style.
Alla data del 30 dicembre 2015 possiede il 72,8% del capitale di Cairo Communication, quota scesa al 50,2% dopo l'acquisizione di RCS effettuata nel 2016 (vedi Infra).

#### LA7
Nel 2013, il gruppo industriale guidato da Urbano Cairo, Cairo Communication, ha mostrato interesse per un impegno nel settore televisivo, con un'offerta di acquisto per la rete televisiva LA7 di proprietà del gruppo Telecom Italia.
Il 6 marzo 2013 Urbano Cairo acquisisce ufficialmente La7 versando un milione di euro a Telecom.
Il 9 giugno 2015 inizia la sperimentazione del mux Cairo Due. Nel mux sono presenti i canali La7 HD e La7d HD.

### RCS MediaGroup

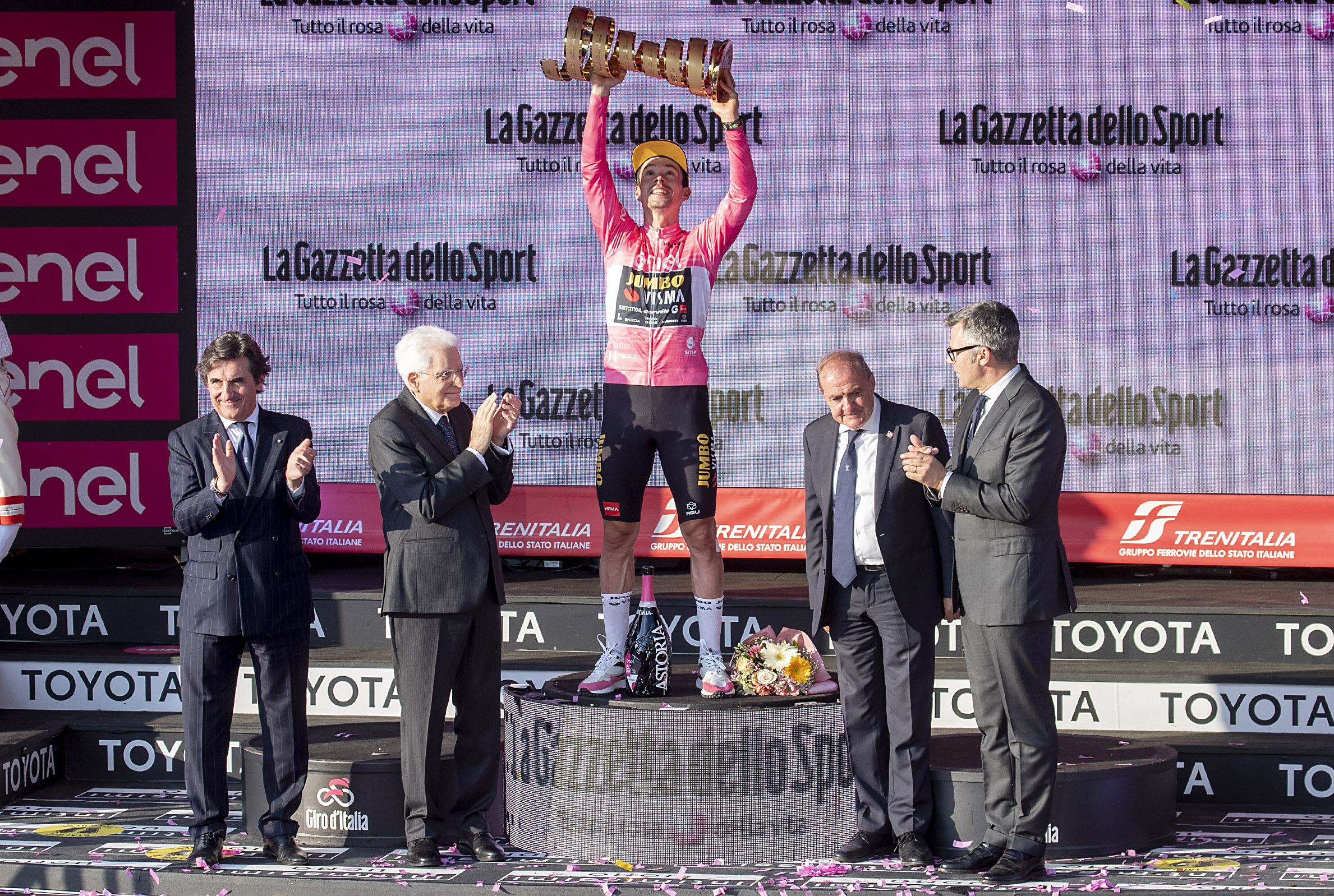
Cairo (primo da sinistra), in veste di presidente di RCS MediaGroup, presenzia alla cerimonia di premiazione del Giro d'Italia 2023.

Cairo nel 2013 acquista il 2,8% di RCS entrando nell'azionariato. Nel maggio 2016 lancia un'OPAS (offerta pubblica di acquisto e scambio azioni) su RCS MediaGroup, uno dei più importanti gruppi editoriali italiani, proprietario - tra gli altri - dei quotidiani Corriere della Sera e La Gazzetta dello Sport, e attraverso la controllata Unidad Editorial, delle testate spagnole Marca e El Mundo.
A luglio 2016, arrivando al 59,69% delle azioni RCS, Cairo Communication prevale sull'offerta di IMH, che riuniva Mediobanca, Unipol, Della Valle, Pirelli e Investindustrial, e acquisisce il 59,7% di RCS MediaGroup, per una valutazione complessiva di RCS di oltre 500 milioni di euro.
Il 3 agosto 2016 diviene presidente e amministratore delegato di RCS MediaGroup.
Nel dicembre 2020 Cairo Communication e Rcs sottoscrivono un accordo per un’operazione di collaborazione societaria e commerciale: Rcs e Cairo Pubblicità conferiranno in una nuova società, CairoRcs Media, i rami d’azienda delle attività di raccolta pubblicitaria per le testate cartacee e online di Rcs in Italia e le testate cartacee, televisive e online di Cairo Editore e LA7, e per alcuni mezzi di terzi. Ad oggi il gruppo Cairo Communication controlla il 59,94% di Rcs.

#### Lodo Blackstone/RCS
Nel 2013 Rcs vende per 120 milioni di euro il complesso immobiliare di Via Solferino/Via San Marco/Via Balzan, sede del Corriere della Sera, al Fondo Blackstone Group; l'operazione è condotta per il tramite di una serie di fondi, compreso il fondo Delphine gestito da Kryalos sgr.
Nell’estate 2018 Blackstone Group ultima le trattative per cedere il complesso immobiliare al gruppo tedesco Allianz per un prezzo più che doppio di quello pagato a RCS (circa 250 milioni), ma a novembre 2018 la trattativa si ferma perché Urbano Cairo, nel 2016 subentrato nel controllo di RCS, chiede al Tribunale di Milano un arbitrato per accertare la nullità del contratto del 2013. La tesi è che la vendita degli immobili di via Solferino, via san Marco e via Balzan (considerata dal ricorrente una svendita, tenendo anche conto del fatto che il canone d'affitto applicato da Blackstone è di circa 10,3 milioni) è avvenuta in un periodo di difficoltà finanziarie di Rcs e sarebbe quindi da considerarsi nulla in base alla normativa italiana sull'usura. La richiesta di arbitrato è accolta.
Da parte sua Blackstone, sempre nel novembre 2018, cita RCS al Tribunale di New York sostenendo di essere danneggiati per la rinuncia all'acquisto da parte di Allianz. Blackstone deposita una memoria di oltre 30 pagine nella quale chiede un risarcimento danni fino a 100 milioni di dollari. Il 24 aprile 2019, però, la Corte Suprema dello Stato di New York sospende il procedimento ivi instaurato dal fondo Blackstone, proprio in attesa dell'esito dell'arbitrato in Italia.
Nel maggio 2020 il Tribunale arbitrale ufficializza un lodo parziale, in particolare: (i) aveva affermato la propria competenza a decidere sulle domande di RCS (incluse quelle risarcitorie), respingendo tutte le relative eccezioni pregiudiziali e preliminari sollevate dall'acquirente; (ii) aveva escluso l'invalidità dei contratti con cui è stata conclusa l'operazione; e (iii) aveva rilevato che il comportamento dell'acquirente avrebbe potuto dare luogo al risarcimento del danno in favore di RCS, e a tal fine aveva disposto due consulenze tecniche per accertare le condizioni in cui si trovava RCS nel 2013, nonché il valore di mercato dell'immobile, tenuto conto, fra l’altro, di tutte le condizioni dell’operazione.

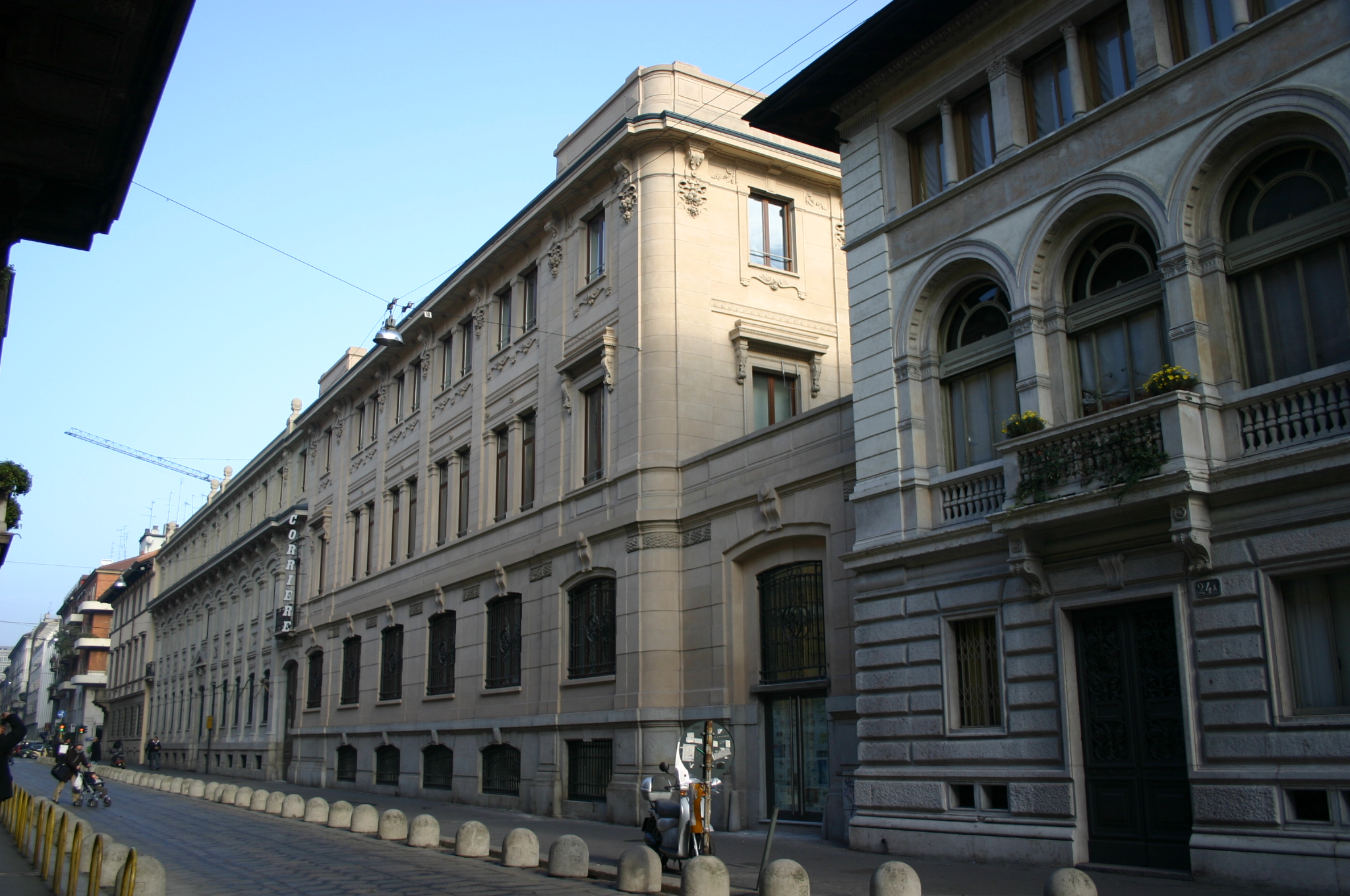
La sede del Corriere della Sera in via Solferino a Milano, al centro del lodo Blackstone/RCS.

Nel maggio 2021 il Tribunale arbitrale rigetta i quesiti sollevati da RCS Mediagroup nei confronti di Kryalos sgr.
Il 16 dicembre 2021 il Tribunale di Milano archivia l'inchiesta per usura a carico di ignoti partita nell'estate del 2019 dall'esposto di un piccolo azionista RCS: il Gip accoglie la richiesta della Procura, perché, anche "ammettendo che Rcs fosse in difficoltà economica o finanziaria" e che i "principali parametri della vendita/locazione" fossero "superiori a quelli di mercato", le "considerazioni basate sulle concrete modalità del fatto inducono a ritenere per lo meno dubbio che dall'operazione siano derivati vantaggi sproporzionati e, quindi, che in concreto vi sia usura". 
Dopo la discussione del 4 maggio dei legali davanti alla prima sezione civile della corte d'Appello di Milano, il 7 giugno 2022 si conclude il secondo round della vicenda: il ricorso di Rcs in Corte di Appello contro l'esito negativo relativo al lodo arbitrale del maggio 2021 viene "integralmente" bocciato. Secondo la sentenza, prima di definire la compravendita con Blackstone, RCS si era rivolta a oltre 30 investitori "nessuno dei quali aveva proposto condizioni economiche migliori".
Inoltre, il confronto del prezzo pattuito nell'APA (Advance Pricing Arrangement) con le offerte ricevute da RCS durante il procedimento competitivo dimostrava che "tutte le alternative di mercato si assestavano, in modo totalmente autonomo e genuino, su valori sostanzialmente omogenei", si legge nel comunicato della corte. La prima sezione della Corte d'appello ha anche condannato RCS al pagamento delle spese processuali per 258 842 euro.
Il 15 luglio 2022, RCS e Blackstone hanno risolto la controversia in via transattiva; nell'ambito dell'accordo raggiunto, RCS ha riacquistato l'immobile di via Solferino 28, storica sede del «Corriere della Sera».

### Torino Football Club
Nel gennaio 2000 l'allora presidente dei piccoli industriali di Torino, Giuseppe Aghemo, rende nota in una conferenza stampa l'esistenza di una cordata composta da John Lack, Francesco Cimminelli, Elio Faussone e Urbano Cairo che si propone di rilevare il Torino Calcio da Massimo Vidulich. Il club verrà poi comprato dal solo Cimminelli nel maggio 2000.
Cinque anni dopo, con il Torino Calcio fallito e immediatamente rifondato come Torino Football Club grazie al lodo Petrucci, Cairo viene contattato e convinto dall'allora sindaco di Torino, Sergio Chiamparino, ad acquisire il 2 settembre 2005 il club dai cosiddetti "lodisti" per la cifra di diecimila euro (un assegno da 625 euro per ciascuno dei sedici "lodisti"). Dallo stesso anno Cairo è proprietario e presidente della società.
Nel corso degli anni Cairo ha inoltre manifestato interessi nei confronti di altri club, ovvero il Genoa (2000), il Bari (2018) e il Palermo, tuttavia non concretizzatisi.

## Vita privata
Ha quattro figli nati da tre matrimoni: si è sposato dapprima con la scrittrice Anna Cataldi e successivamente con la modella svedese Tove Hornelius, da cui ha avuto una figlia; attualmente è sposato con Mali Pelandini da cui ha avuto tre figli.
In un'intervista del 2024 si è definito politicamente un uomo di centro, rivelando di aver votato in gioventù per la Democrazia Cristiana di Benigno Zaccagnini. Ha poi votato per il Partito Radicale di Marco Pannella; in seguito ha mostrato apprezzamento per Matteo Renzi e Carlo Calenda, mentre ha declinato l'offerta di Matteo Salvini di candidarsi a sindaco di Milano nel 2016.

## Riconoscimenti
- Il 6 maggio 2015 riceve il Premio Guido Carli nella sala della Regina a Montecitorio da parte della giuria composta da Barbara Palombelli, Vittorio Feltri, Mario Orfeo, Roberto Rocchi, Franco Bernabè, Antonio Patuelli, Matteo Marzotto, Giovanni Malagò, Debora Paglieri e Guido Massimo Dell’Omo.[43]
- Il 1º giugno 2017 è stato insignito dal Presidente della Repubblica dell’onorificenza di Cavaliere del Lavoro, quale cittadino benemerito nell’attività dell’industria e delle comunicazioni, presidente e fondatore del gruppo Cairo Communication, attivo nell’editoria multimediale e nato come concessionaria per la raccolta pubblicitaria. Con oltre 4.150 dipendenti, il gruppo da lui fondato è presente con La7 nell’editoria televisiva e dal 2016, con l’acquisizione di RCS MediaGroup, è editore del “Corriere della Sera” e de “La Gazzetta dello Sport”.
- Il 19 settembre 2017 vince il Premio Tiepolo, in riconoscimento della sua capacità di rinsaldare i rapporti imprenditoriali fra Italia e Spagna.[44]
- Il 13 dicembre 2017 gli viene attribuito il Premio alla Carriera dall'Associazione delle Imprese di Comunicazione e Relazioni pubbliche (Assorel).
- Il 21 settembre 2018 riceve il premio Coppa d'Oro, da parte del Consorzio salumi dop piacentini.[45]
- L'11 dicembre 2018 riceve il Premio nazionale Andrea Fortunato,[46]  da parte della Fondazione Polito, per il forte sviluppo impresso al settore giovanile del Torino, nonché per l'impulso trasmesso alla crescita culturale della nazione italiana come presidente di Rcs MediaGroup e di Cairo Communication.
- L'11 ottobre 2019 l’associazione degli alunni dell’Università Bocconi gli ha conferito il premio di Alumnus dell’anno, riconoscendone il ruolo di grande innovatore nel campo della comunicazione e dell'editoria e l’adesione ai valori bocconiani di professionalità, intraprendenza, integrità, responsabilità e apertura al pluralismo.[47]